# 458 aC
L'any 458 aC va ser un any del calendari romà prejulià. Durant la República Romana es coneixia com l'Any del consolat de Rútil i Augurí o, de vegades, any 296 Ab urbe condita o de la fundació de Roma. La denominació 458 aC per a aquest any s'ha emprat des de l'edat mitjana, quan el calendari Anno Domini va ser el mètode més usat a Europa per a anomenar els anys.

## Esdeveniments

### Grècia
- Èsquil guanya el primer premi a les Dionísies al presentar la trilogia anomenada l'Orestea, formada per Agamèmnon, Les Coèfores i Les eumènides.[2]
- Plistòanax, encara menor d'edat, succeeix a Plistarc al regne d'Esparta. A l'expedició espartana en ajut dels doris contra els focis de l'any següent, el 457 aC, el seu oncle Nicomedes fill de Cleombrot va ser el cap militar efectiu, i Plistòanax de fet només l'acompanyava, segons diu Tucídides.[3]

### República romana
- Els romans vencen els eques en la batalla del Mont Algidus. Luci Quint Cincinnat és nomenat dictador per conduir aquesta batalla.
- Elegits cònsols a Roma Gai Nauci Rútil i Marc Papiri Carventà, que segurament devia morir a l'inici del seu mandat. Va se nomenat cònsol sufecte Luci Minuci Esquilí Augurí. Gai Nauci Rútil va fer la guerra amb èxit als sabins mentre el seu col·lega Esquilí Augurí va ser derrotat pels eques. Rutil va haver de tornar a Roma per nomenar dictador a Luci Quint Cincinnat.[4]

## Necrològiques
- Plistarc d'Esparta, rei d'Esparta.[5]